# Бас Пауе (батько)
Бастіан «Бас» Якоб Пауе (нід. Bastiaan «Bas »Jacob Paauwe; 4 жовтня 1911, Роттердам, Нідерланди — 27 лютого 1989) — нідерландський футболіст, що грав на позиції півзахисника. По завершенні ігрової кар'єри — тренер.
Виступав, зокрема, за клуб «Феєнорд», а також національну збірну Нідерландів.
Триразовий чемпіон Нідерландів. Дворазовий володар Кубка Нідерландів.

## Клубна кар'єра
У дорослому футболі дебютував 1929 року виступами за команду клубу «Феєнорд», кольори якої і захищав протягом усієї своєї кар'єри гравця, що тривала цілих дев'ятнадцять років. За цей час тричі виборював титул чемпіона Нідерландів та двічі кубка Нідерландів.

## Виступи за збірну
1932 року дебютував в офіційних матчах у складі національної збірної Нідерландів. Протягом кар'єри у національній команді, яка тривала 15 років, провів у формі головної команди країни лише 31 матч, забивши 1 гол.
У складі збірної був учасником чемпіонату світу 1934 року в Італії, чемпіонату світу 1938 року у Франції.

## Кар'єра тренера
Розпочав тренерську кар'єру, повернувшись до футболу після тривалої перерви, 1968 року, очоливши тренерський штаб клубу «ВВВ-Венло».
1969 року став головним тренером команди «Геренвен», тренував команду з Геренвена два роки.
Останнім місцем тренерської роботи був клуб «Зволле», головним тренером команди якого Бас Пауе був протягом 1982 року.

## Досягнення
- Чемпіон Нідерландів:

«Феєнорд»: 1935—1936, 1937—1938, 1939—1940
- Володар Кубка Нідерландів:

«Феєнорд»: 1929—1930, 1934—1935